# カールシュタイン・アム・マイン
カールシュタイン・アム・マイン（ドイツ語: Karlstein am Main、ただし公式な表記は Karlstein a.Main である）は、ドイツ連邦共和国バイエルン州アシャッフェンブルク郡に属す町村（以下、本項では便宜上「町」と記述する）である。

## 地理

カールシュタイン・アム・マインの土地利用図。ピンクが市街地、白が緑地・耕作地、緑が森林である。

### 位置
カールシュタイン・アム・マインは、その名が示すとおり、マイン川沿いに位置している。グロースヴェルツハイムはバイエルン州の最西端にあたる。

### 自治体の構成
この町は、デッティンゲン地区（4,328人）とグロースヴェルツハイム地区（4,322人）からなる（人口は、2010年現在）

### 隣接する市町村
カールシュタイン・アム・マインは、北西はカール・アム・マイン、北はアルツェナウ、東はヨハネスベルク、南はクラインオストハイム（以上いずれもアシャッフェンブルク郡）、南西はマインハウゼン、西はゼーリゲンシュタット（ともにヘッセン州オッフェンバッハ郡）と境を接している。

## 地名

### 語源
「カールシュタイン」という地名は、カール大帝の逸話を由来とする。皇帝は、ゼーリゲンシュタット修道院の向かいにあたる現在のカールシュタインにしばしば訪れ、シュペッサルト山地での狩りに興じた。ゼーリゲンシュタットからマイン川を渡った対岸に「テッティンゲン」（現在のデッティンゲン）という村があった。この船の停泊地にあった石、あるいは「テッティンゲン」と「ヴァリネスハイム」（現在のグロースヴェルツハイム）との間の境界石がやがて「カールの石」＝「カールシュタイン」と呼ばれるようになった。am Main は、同名の別の村と区別するためにつけられた。

## 歴史
バイエルン州の行政改革に基づき、1818年の市町村例に従って、2つの自治体グロースヴェルツハイムとデッティンゲン・アム・マインが成立した。
1862年7月1日、ベツィルクスアムト・アルツェナウが創設され、両村はその行政管区に含まれた。1939年、ドイツ国全体にラントクライス（郡）という名称が使用されることとなった。グロースヴェルツハイムとデッティンゲンは、アルツェナウ・イン・ウンターフランケン郡 (ALZ) の42市町村に包含された。アルツェナウ郡は、1972年7月1日に廃止され、両村は新たなアシャッフェンブルク郡 (AB) に編入された。

### 市町村合併
バイエルン州の地域再編に伴い、グロースヴェルツハイムとデッティンゲンは1975年7月1日合併した。住民投票により、新たに成立した自治体の名前は「カールシュタイン」に決定した。この名称は1000年頃からアシャッフェンブルクの森林管理区として用いられており、デッティンゲンとグロースヴェルツハイムとのかつての村境付近を指していた。

### 原子力発電所
現在のカールシュタイン町内には一連の歴史的な原子力発電所があった。
- カール原子力発電所
- グロースヴェルツハイム原子力発電所
- カールシュタイン研究用原子炉

## 行政

### 町議会
2014年3月16日の町議会選挙以降、カールシュタイン・アム・マインの町議会は、首長を除き、20議席からなる

### 紋章
図柄: 波状に青地と銀地に上下二分割。上部は銀のデッティンゲンの十字、下部は赤い核を持つ青い原子模型図。
紋章の歴史: 紋章が波状に分割されていることは、町名にもなっているとおり、マイン川沿いのこの町の地理条件を表している。この町は、1975年にそれまで独立した町村であったデッティンゲンとグロースヴェルツハイムから形成された自治体である。紋章は、かつての両村の紋章の一部を採ってデザインされた。上部の独特な形の十字は「デッティンゲンの十字」と呼ばれており、カール大帝と関係がある。皇帝の菱形の中に、デッティンゲンの古い地名テッティンゲンの頭文字である「T」が配されている。これは、ゴシック後期の時代にデッティンゲンの聖ヒッポリート教会に掲げられた。紋章下部の原子模型図は、かつてのグロースヴェルツハイム村の紋章から採られた。この地区には、ドイツ初の原子力発電所が研究用原子力発電所として建設された。その完成後、1961年から送電が開始された。この原子炉は1985年に運転を停止し、2010年末までに完全に解体された。
この紋章は、1977年10月13日に認可された。

## 文化と見所

### 自然
カールシュタイン・アム・マインの町域には、以下の湖がある。
- グスタフ湖
- ランガー湖
- グロースヴェルツハイマー水浴湖

（いずれもグロースヴェルツハイム地区）

### 経済と社会資本
カールシュタインの鉄道駅は、マイン＝シュペッサルト鉄道のデッティンゲン (マイン) 駅である。デッティンゲンには、マイン川を南北に結ぶ歩行者・自転車専用橋が架かっている。マイン川のグロースヴェルツハイム堰は、1963年から1973年まで稼働していたが、クラインオストハイムの新しい堰にその機能を譲った。カールシュタインには、原子力技術産業系企業のアレヴァNPの研究開発部門がある。

### 教育
グロースヴェルツハイムには、フォルクスシューレ・カールシュタイン・アム・マインがあり、デッティンゲンにはカールシュタイン基礎課程学校がある。この他、町内には幼稚園/託児所が3園ある。すなわち、クラバウターシフ（州立幼稚園/託児所、アイヒェンドルフス通り 25番地）、レーゲンボーゲンラント（州立幼稚園/託児所、ヘルシュタイナー通り 5番地）、ヴィラ・クンターブント（カトリック教会運営幼稚園、ベルリナー通り 12番地）である。

## 引用
1. ↑  https://www.statistikdaten.bayern.de/genesis/online?operation=result&code=12411-003r&leerzeilen=false&language=de Genesis-Online-Datenbank des Bayerischen Landesamtes für Statistik Tabelle 12411-003r Fortschreibung des Bevölkerungsstandes: Gemeinden, Stichtag (Einwohnerzahlen auf Grundlage des Zensus 2011)
2. ↑  Bayerische Landesbibliothek Online - Karlstein a.Main（2015年10月2日 閲覧）
3. ↑  Wolf-Armin Frhr. v. Reitzenstein: Lexikon fränkischer Ortsnamen. Herkunft und Bedeutung. C.H.Beck, München 2009, ISBN 978-3-406-59131-0, S. 115.
4. ↑  アシャッフェンブルク郡に属す市町村の2014年3月16日の議会選挙結果（2015年10月2日 閲覧）
5. ↑  Bayerns Gemeinden - Gemeinde Karlstein a.Main（2015年10月2日 閲覧）
6. ↑  Bundeswasserstraße Main - Zur Geschichte der Wasserstraße Main（2015年10月2日 閲覧）
7. ↑  Volksschule Karlstein a.Main - Mittelschule（2015年10月2日 閲覧）
8. ↑  カールシュタイン・アム・マイン基礎課程学校（2015年10月2日 閲覧）
9. ↑  Karsten am Main - Schulen in Karlstein und Umgebung（2015年10月2日 閲覧）
10. ↑  Karsten am Main - Kindergärten（2015年10月2日 閲覧）

## 外部リスト
- カールシュタイン・アム・マインの町のウェブサイト
- Statistik kommunal 2014 - Gemeinde Karlstein a.Main 09 671 114, Bayerisches Landesamt für Statistik